# ハムダーン・カルマト
ハムダーン・カルマト・イブヌル・アシュアス（アラビア語: حمدان قرمط بن الأشعث, ラテン文字転写: Ḥamdān Qarmaṭ b. al-Ashʿath; fl. c. 874–899 CE）はイスマーイール派の分派のひとつカルマト派の名祖。イラク南部サワードのイスマーイール派教宣組織の指導者であったが、シリアのサラミーヤの教宣組織本部をサイード・イブヌル・フサイン（のちのファーティマ朝カリフ・マフディー）が指導するようになり、根本教義が変更されると自身の支持者を引き連れて離脱した。その後の史料にハムダーンの名は現れなくなるが、ハムダーンの支持者はその後数十年の間、シリア砂漠やバハラインに残存した。

## 前半生
ハムダーンの前半生については、クーファ東郊の村の出身ということのほかはほとんど何も知られていない。物資を運搬する牛車の馭者をしていたところ、イスマーイール派の教宣員（ダーイー）フサイン・アフワーズィーによる手引きにより同派に改宗したという出来事が、史料におけるもっとも古い言及である。史料によると、この出来事はヒジュラ歴261年（西暦874/875年）又は264年（西暦877/878年）のことであるという。
「カルマト」という異名（添え名）は、アラム語に由来するようである。その意味や語形変化は、複数のものが記録されており、タバリーによると語形は Karmītah であり意味は「赤目」であるという。ナウバフティーやニザームル・ムルクは Qarmāṭūya という指小形を伝えている。そのほかには「短足の（者）」の意味であるとする資料もある。「カルマト派」を意味するアラビア語は Qarāmiṭa （単数形は Qarmaṭī）といい、伝統的には、ハムダーン・カルマトの名前に由来してそう呼ばれると解釈されてきた。 ところが、873/874年に亡くなったファドル・イブン・シャーザーンという十二イマーム派の学者に、カルマト派の教義に反駁する著作が存在する。このことから、ハムダーンの改宗やダーイーとしての活動が史料の記録（ヒジュラ歴261年）より前だったか、あるいは、ハムダーンの方こそが分派名称から自分の異名を作った可能性がある。

### 教宣活動
教宣員 dā'ī フサイン・アフワーズィーは、サラミーヤのイスマーイール派教宣本部がイラク南部の農村地帯であるサワードに送り込んだ人物である。フサインが亡くなるか当地を去るかすると、ハムダーンが当地の教宣員組織の指導を引き継いだ。バグダード南郊の村に根拠地を移して教宣活動を行い、農民や遊牧民（ベドウィン）から多数の改宗者を獲得した。ハムダーンの教宣活動が成功したことの背景には混乱した時代がある。アッバース朝は弱体化し、イラクはザンジュの乱による混乱の極みにあった。と同時に十二イマーム派の信徒内には指導層の政治的静謐主義とハサン・アスカリー死去（874年）後のイマーム不在の状況への不満が日増しに高まっていた。イスマーイール派のメシア主義が十二イマーム派にとっては魅力あるものとして捉えられていたのである。
ハムダーンの弟子であり片腕でもあったのが妹の夫でもあるアブー・ムハンマド・アブダーンである。彼には大きな裁量権が認められており、イラク、バハライン、フーゼスターン地方のダーイー人事を決める権限が与えられていた。ハムダーン及びアブー・ムハンマドが育てた人材としては、フーゼスターンとバハラインに送り込まれたアブー・サイード・ジャンナービー、イエメンに送り込まれたイブン・ハウシャブとアリー・イブヌル・ファドル・ジャイシャーニーがいる。イフリーキヤのクターマ部族の改宗に成功しファーティマ朝の確立に貢献したアブー・アブドゥッラー・シーイーも同様にハムダーン及びアブー・ムハンマドが育成したダーイーである。また、11世紀のスンナ派分派学者のアブー・マンスール・バグダーディーによると、フーゼスターンで活動したダーイーのマアムーン al-Ma'mun は、ハムダーンの弟であるという。
ハムダーン配下のダーイーは、改宗者から五分の一税（フムス）を受け取っていた。これは総収入の五分の一をマフディーのために寄進するものである。ハムダーンはサラミーヤの教宣組織本部と連絡はとっていたが、配下の身分は秘密にしており、これにより自立が可能であった。880年の時点でザンジュの乱と協力関係を結ぶのに十分なほどの人員を組織したが、ザンジュの乱の指導者アリー・イブン・ムハンマドはハムダーンの組織の協力の申し出をすげなく断った。890/891年にハムダーンはクーファ近郊に要塞化した避難所 (dār al-hijra) を建てた。
アッバース朝政権は883年ザンジュの乱を鎮圧させたあともサワードにおける支配の再確立に苦労し、ハムダーンの宣教活動に関する告発がようやくバグダードに届いたのは891/892年のことであった。アッバース朝政権はこれを懸念したものの何の対策も取らなかった。この直後からスンナ派学者の史料には「カルマト派」への言及が現れる。ただしこれにはハムダーンの教宣活動により改宗したのではないグループもあわせてイスマーイール派信徒全体を十把一絡げに「カルマト派」と呼んでいる。

### 思想
ハムダーン及びアブー・ムハンマドの説いた思想がどのようなものであったかについては、それを直接物語る史料はなく、不明である。しかし、現代の学者ファルハード・ダフタリーは、同時代のサラミーヤから発信された教説と大差はないであろうとしている。同時代のサラミーヤのナウバフティーやイブン・バーバワイヒは、七代目イマームのムハンマド・イブン・イスマーイールがマフディーとして再臨し、正義の新時代が始まる日が近いとの教派宣伝を行っていた。マフディーは新しい法とイスラームに代わる秩序をもたらし、隠された (bāṭin) 叡知をその信奉者にだけ明らかにするであろう、という。マフディー再臨の日まで、隠された叡知はごく一部が通過儀礼を終えた者にだけ開示される。このような思想に基づいてカルマト派はシャリーアを軽視した。同時代のムスリムの著述家は、このようなカルマト派のふるまいのゆえに彼らの間にいかがわしい行為が蔓延していたと述べるが、いずれもカルマト派を敵対視する立場からの記述であり鵜呑みにすることはできない。

### サラミーヤとの決裂、和解した可能性
899年にサラミーヤではイスマーイール派の指導者が亡くなり、サイード・イブヌル・フサインという人物（のちのファーティマ朝カリフ、ウバイドゥッラー・マフディー）が次代の指導者になった。サイードは教義変更を行い、ハムダーンを懸念させた。アブー・ムハンマドがサラミーヤに出向いて詳細を調べたところ、サイードは「待望されるマフディーはムハンマド・イブン・イスマーイールではなく、サイード自身なのだ」と主張していることがわかった。これによりイスマーイール派の革命運動には大きな分断が生じた。ハムダーンはサラミーヤの指導者の正統性を告発するとともにイラクのダーイーを招集、彼らに教宣活動の停止を命じた。その直後、ハムダーンはサワードの教宣組織の本部から「失踪」する。13世紀の著述家イブン・マーリクはハムダーンがバグダードで殺害されたと記述しているが、反イスマーイール派の立場からの後世の記載であり鵜呑みにすることはできない。その一方でイブン・ハウカルは970年代に書いた著書の中で、ハムダーンはサイードと和解してアブー・アリー・ハサン・イブン・アフマドと名を変え、ファーティマ朝建設のためにダーイーとして活動したと主張している。この主張についてウィルファード・マーデルングは、イブン・ハウカルが親ファーティマ朝でありアブー・アリーの息子と個人的に親しかったことを考慮すると、信頼できる情報かもしれないと評価している。
アブー・アリー・ハサンはムスリム・イブン・アキール・イブン・アビー・ターリブの子孫を自称し、エジプトの首府フスタートに居住した。彼はフスタートから各地のハムダーン支持者に書簡を送り協力を得ようとしたが、イラクとバハラインは彼の権威を認めなかった。しかし、イエメンのイブン・ハウシャブとイフリーキヤのアブー・アブドゥッラー・シーイーは認め、サラミーヤのサイードとの仲介役として彼を利用した。904/905年にサイードがシリアから逃げて一年間フスタートに滞在したが、アブー・アリーはこのとき、サイード一行の安全を確保する任に当たった。909年にファーティマ朝カリフ体制が確立されるとサイードに会うためイフリーキヤに行った。「マフディー」を名乗ってカリフに就任したサイードはアブー・アリーにビザンツ帝国領のアナトリア半島へ行ってイスラームを宣教することを命じた。アブー・アリーはアナトリア半島でビザンツ帝国の官憲に捕まり、5年間投獄された。釈放後イフリーキヤに戻ると、サイードの息子（のちのカリフ・カーイム）が彼に「諸門の門 (bāb al-abwāb)」の称号を授けてダーイーの長官に任命した。アブー・アリーはこの職に就任している間にファーティマ朝の教義やイデオロギーを解説する書物をいくつか書いている。Ummahāt al-Islām では、反ファーティマ朝の立場の東方のイスマーイール派（アブー・ムハンマド・アブダーンらカルマト派も含む）の哲学的思考を批判し、「イスマーイール派の教えにおいてはタアウィール（taʾwil 秘教的解釈）を原則とすべき」ことを主張した。アブー・アリー・ハサンは933年に亡くなり、息子のアブル・ハサン・ムハンマドはダーイー長官職を引き継いだ。

## その後のカルマト派運動
ハムダーンの失踪後、「カルマト派」の言葉により指し示されるグループは、サイードの主張を認めない（当然、その後のファーティマ朝の正統性も認めない）イスマーイール派全体にまで適用されるようになった。また、時には非イスマーイール派の立場から、ファーティマ朝支持者も十把一絡げに、侮蔑的な意味合いを込めて「カルマト派」と呼ぶこともある。アブー・ムハンマドは、明らかにサラミーヤからの指示を受けたザカラワイヒ・イブン・ミフラワイヒの扇動により殺害された。ハムダーン及びアブー・ムハンマドの支持者がザカラワイヒを脅したため、彼は身を隠さざるを得なくなった。アブー・ムハンマドが育成したダーイーらは、サラミーヤのサイードの主張に反発しながら活動を再開する。カルマト派運動は継続され、ダーイーたちが著した宗教書や哲学書の中ではアブー・ムハンマドがよく引用される。イラク南部におけるカルマト派運動はバクリーヤ Baqliyya と呼ばれ、数十年続いた。その教説の多くをアブー・ムハンマドが負っている。
シリア砂漠とイラク北部ではザカラワイヒが主導権を握った。最初の内は秘密裏に、息子たちを介してシリアでアッバース朝に対する反乱を扇動した。ファーティマ朝革命を企図した反乱であったようだが、アッバース朝が大規模な軍勢で鎮圧に臨み、903年11月ハマーでの戦いで負けて終わった。サイードは反乱後の追及から逃れるためサラミーヤを放棄してマグレブへ渡った。そこで彼はファーティマ朝国家建設に成功することになる。ザカラワイヒ自身は906年にふたたび公の場に姿を現し、自らがマフディーであることを明らかにした。そしてイラクにおけるカルマト派のアッバース朝に対する反乱を主導した。反乱は翌年早々に鎮圧され、ザカラワイヒは逮捕された。イラクのカルマト派の活動は目立ったものはこれが最後になった。バハラインのカルマト派はアブー・サイード・ジャンナビーという886/887年ごろにハムダーン及びアブー・ムハンマドから送り込まれたダーイーに率いられて政権を樹立した。バハラインのカルマト派政権は10世紀のアッバース朝にとって大きな脅威となった。イエメン、ライイ、ホラーサーンにもそれぞれ、カルマト派のグループが存在した。

## 註釈
1. ↑  アラビア語で「門」を意味する bāb は、イスマーイール派においては、秘教主義的な意味合いを込めてイマームの側近や、ファーティマ朝教宣員の指導者に対してよく用いられた称号である[13]。